# Ixora simalurensis
Ixora simalurensis är en måreväxtart som beskrevs av Cornelis Eliza Bertus Bremekamp. Ixora simalurensis ingår i släktet Ixora och familjen måreväxter. Inga underarter finns listade i Catalogue of Life.